# Puerto de Esperabán
El puerto de Esperabán es un puerto de montaña del interior de la península ibérica, ubicado en el Sistema Central. La ruta que lo atraviesa conecta las provincias españolas de Cáceres y Salamanca.

## Descripción
Hace de línea divisoria entre las provincias de Cáceres y Salamanca. El puerto de Esperabán, que se encuentra a una altitud de 1295 m sobre el nivel del mar, aparece descrito —bajo la denominación «Esparaban»— en el séptimo volumen del Diccionario geográfico-estadístico-histórico de España y sus posesiones de Ultramar de Pascual Madoz de la siguiente manera:

ESPARABAN: puerto de paso en la prov. de Cáceres, part. jud. de Granadilla, terr. de las Hurdes: sit. en la última cord. de aquellas empinadas sierras, en el concejo de Pino-franqueado, es sumamente quebrado, áspero, tortuoso, lleno de piedras rodadas y ofrece la única comunicacion por esta parte entre las prov. de Cáceres y Salamanca, á las que sirve de línea divisoria: el camino que á él conduce principia en la alq. del Pino, y continuando al NO. por las de la Muela, Robledo, Castillo y Heridas, sube á lo alto de la cord. y baja á Castilla, haciéndose mas facil y cómodo, hasta el pueblo de las Agallas donde concluye: solo admite caballerias, y esto con dificultad; es muy frio, y en el invierno se cierra de nieve: tambien se llama puerto de las Heridas, por la alq. que se halla á su falda meridional.
(Madoz, 1847, p. 558)